# Colpittsův oscilátor

Elektronkový Colpittsův oscilátor

Colpittsův oscilátor (anglicky Colpitts oscillator) je tříbodový oscilátor s obvodem LC, charakterizovaný zpětnou vazbou, která je zavedena kapacitním děličem. Oscilátor vynalezl Američan Edwin H. Colpitts roku 1918 a v roce 1927 mu byl udělen patent.

## Popis
Colpittsův oscilátor je obdobou Hartleyova oscilátoru. Zpětná vazba v Hartleyově oscilátoru je však realizována indukčním děličem napětí. Cívka rezonančního obvodu Hartleyova oscilátoru má dvě sekce (v praktickém provedení jde obvykle o cívku s odbočkou).
Paralelní rezonanční obvod Colpittsova oscilátoru tvoří cívka spolu se dvěma kondenzátory zapojenými do série, které realizují kapacitní dělič napětí. Děličem je zavedena kladná zpětná vazba, potřebná pro rozkmitání obvodu. U ideálního obvodu lze rezonanční frekvenci oscilátoru vypočítat ze vztahu:
{\displaystyle f_{0}={1 \over 2\pi {\sqrt {L\cdot \left({C_{1}\cdot C_{2} \over C_{1}+C_{2}}\right)}}},}
kde C1 a C2 jsou kapacity kondenzátorů v rezonančním obvodu a L je indukčnost cívky. Přelaďování oscilátoru pouze změnou kapacity jednoho ze dvou kondenzátorů vede ke změně dělicího poměru kapacitního děliče. Proto je vhodnější přelaďovat oscilátor proměnnou indukčností nebo třetím kondenzátorem, zapojeným paralelně k cívce.

## Praktická zapojení
Tranzistor v Colpittsově oscilátoru může pracovat v kterémkoliv ze tří základních zapojení, tedy se společným emitorem, společným kolektorem nebo společnou bází.
Obr. 1 zachycuje oscilátor s bipolárním tranzistorem PNP v zapojení se společnou bází (báze je pro střídavý signál uzemněna kondenzátorem C3). Na obr. 2 je nakresleno schéma zapojení oscilátoru, kde tranzistor pracuje v  zapojení se společným kolektorem. Obr. 3 ukazuje oscilátor, v němž tranzistor pracuje v zapojení se společným emitorem (emitor je pro střídavý signál uzemněn kondenzátorem C4).

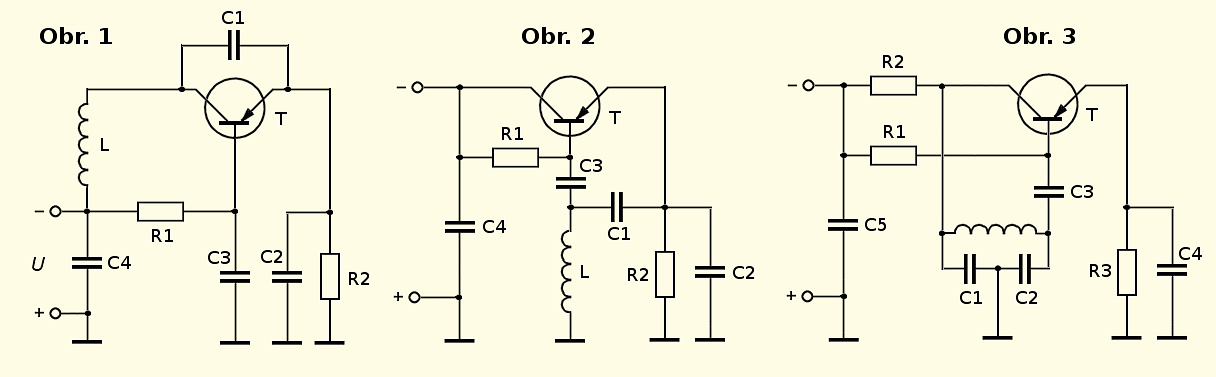
Různá zapojení Colpittsova oscilátoru

Místo bipolárního tranzistoru se dá po mírné úpravě zapojení použít unipolární tranzistor, operační zesilovač nebo elektronka.